# Munna crozetensis
Munna crozetensis är en kräftdjursart som beskrevs av Oleg Grigor'evich Kussakin1962. Munna crozetensis ingår i släktet Munna och familjen Munnidae.

## Underarter
Arten delas in i följande underarter:
- M. c. orientalis
- M. c. inornata